# Regeringen Miettunen I
Regeringen Miettunen I var Republiken Finlands 46:e regering bestående av Agrarförbundet. Regeringen var en minoritetsregering. Alla ministrarna kom från ett och samma parti med undantag för handels- och industriministern som var opolitisk. Ministären regerade från 14 juli 1961 till 13 april 1962.

## Ministrar
| Minister                                                                              | Ämbetsperiod                                                 | Parti          |
| ------------------------------------------------------------------------------------- | ------------------------------------------------------------ | -------------- |
| Statsminister Martti Miettunen Eemil Luukka, ställföreträdare                         | 14 juli 1961–13 april 1962 14 juli 1961–13 april 1962        | Agrarförbundet |
| Utrikesminister Ahti Karjalainen                                                      | 14 juli 1961–13 april 1962                                   | Agrarförbundet |
| Justitieminister Pauli Lehtosalo                                                      | 14 juli 1961–13 april 1962                                   | Agrarförbundet |
| Inrikesminister Eemil Luukka                                                          | 14 juli 1961–13 april 1962                                   | Agrarförbundet |
| Försvarsminister Lars Björkenheim                                                     | 14 juli 1961–13 april 1962                                   | Agrarförbundet |
| Finansminister Wiljam Sarjala                                                         | 14 juli 1961–13 april 1962                                   | Agrarförbundet |
| 2:a finansminister Juho Niemi                                                         | 14 juli 1961–13 april 1962                                   | Agrarförbundet |
| Undervisningsminister Heikki Hosia                                                    | 14 juli 1961–13 april 1962                                   | Agrarförbundet |
| Jordbruksminister Johannes Virolainen                                                 | 14 juli 1961–13 april 1962                                   | Agrarförbundet |
| Minister i jordbruksministeriet Tahvo Rönkkö                                          | 14 juli 1961–13 april 1962                                   | Agrarförbundet |
| Minister för kommunikationsväsendet och allmänna arbetena Kauno Kleemola Eeli Erkkilä | 14 juli 1961–26 februari 1962 26 februari 1962–13 april 1962 | Agrarförbundet |
| Minister i ministeriet för kommunikationsväsendet och allmänna arbetena Eeli Erkkilä  | 14 juli 1961–26 februari 1962                                | Agrarförbundet |
| Handels- och industriminister Ilmari Hustich                                          | 14 juli 1961–13 april 1962                                   | opolitisk      |
| Minister i handels- och industriministeriet Pauli Lehtosalo                           | 14 juli 1961–13 april 1962                                   | Agrarförbundet |
| Socialminister Vieno Simonen                                                          | 14 juli 1961–13 april 1962                                   | Agrarförbundet |
| Minister i socialministeriet Mauno Jussila                                            | 14 juli 1961–13 april 1962                                   | Agrarförbundet |